# Massive Mountain
Massive Mountain är ett berg i Kanada.   Det ligger i provinsen Alberta, i den centrala delen av landet, 3 000 km väster om huvudstaden Ottawa. Toppen på Massive Mountain är 2 435 meter över havet.
Terrängen runt Massive Mountain är bergig åt nordost, men åt sydväst är den kuperad.Trakten runt Massive Mountain är nära nog obefolkad, med mindre än två invånare per kvadratkilometer.. Närmaste större samhälle är Banff, 15,0 km öster om Massive Mountain.
I omgivningarna runt Massive Mountain växer i huvudsak barrskog.